# Parænese
Parænese teologisk term for formaning. Formaning er afledt af det nedertyske ord vormanen; egentlig bede indtrængende, og har betydningen en belæring. Udover de generelle udsagn anvendes ordet særligt på litterære tekstafsnit med formanende afsnit, særligt i bibelske tekster, hvor den den kristnes etik kommer til udtryk. Parænes bruges som betegnelse for den ikke-specifikke formaning og optræder i mange nytestamentlige tekster, særlig i brevlitteraturen, som Paulus' breve. Hele Jakobsbrev er f.eks formanende. Parænesen findes dog også udenfor det bibelske univers, hos f.eks de sene epikuræere og i stoicismen, og brevene i Det Nye Testamente henter sine afsnit fra samme litterærer tradition som dem. 
Disse formaninger er normalt almengyldige og kan virke banale, men har tydeligvis, som det ses af udbredelsen, haft en vigtig funktion, som opmundtring og påmindelse til at leve det rette liv. 

## Karakterisering
Parænesen karakteriseres ofte ved tre forhold:
- Ikke situationsbestemt: Det vil sige en formaninger til en adfærd, som man derfor altid bør praktisere.

"Vær altid glade." – 1 Thess 5,16
- Konventionel moral: Det vil sige en moral der allerede er kendt og accepteret på forhånd.

"Kødets gerninger er velkendte: Utugt, urenhed, udsvævelser..." – Gal 5,19
- Kompositorisk tilfældig: Den formanende tekst syntes ikke at være logisk opbygget, men blot en række henvisninger til et moralsk univers.

"Kærligheden skal være oprigtig. Afsky det onde, hold jer til det gode." – Rom 12,9

## Dyds- og lastekataloger og hustavler
Særlige typer af formaninger er de såkaldte dyds- og lastekataloger, hvor der remses en række dyder eller laster op, som man så enten skal bestræbe sig på eller holde sig fra. I det nye testamente findes de adskillige steder, som Gal 5,19-23:
| „ | 'Kødets gerninger er velkendte: utugt, urenhed, udsvævelse, afgudsdyrkelse, trolddom, fjendskaber, kiv, misundelse, hidsighed, selviskhed, splid, kliker, nid, drukkenskab, svir og mere af samme slags. Jeg siger jer på forhånd, som jeg før har sagt, at de, der giver sig af med den slags, ikke skal arve Guds rige. Men Åndens frugt er kærlighed, glæde, fred, tålmodighed, venlighed, godhed, trofasthed, mildhed og selvbeherskelse.' | “ |

## Hustavlerne
En anden typer er hustavlerne, hvor der gives formaninger til henholdsvis husfaderen, hustruen, børnene og slaverne, som f.eks. i Kolossenserbrevet 3,18-22: 
| „ | ''Hustruer, I skal underordne jer under jeres mænd, som det sømmer sig i Herren. Mænd, elsk jeres hustruer, og vær ikke hårde mod dem. Børn, adlyd jeres forældre i alt, for sådan skal det være i Herren. Fædre, I må ikke tirre jeres børn, så de mister modet. Slaver, adlyd jeres jordiske herrer i alt, ikke som øjentjenere, der vil stå sig godt med mennesker, men af et oprigtigt hjerte i frygt for Herren. '' | “ |